# Volontari rumeni nelle Waffen-SS
I volontari rumeni nelle Waffen-SS andarono a costituire complessivamente due reggimenti, che avrebbero dovuto andare a formare una divisione. A questa però non si giunse mai. Gran parte degli uomini provenivano dalla 4ª Divisione dell'esercito rumeno.

## Piani per la costituzione di una divisione di SS rumene
La decisione di costituire una divisione venne presa in accordo con il leader della Guardia di Ferro Horia Sima. Tuttavia, a causa dei problemi che in precedenza si erano avuti nella costituzione di grandi unità formate da stranieri, si decise di dedicarsi in primo luogo alla creazione di reggimenti in grado di combattere efficacemente, e di arrivare gradualmente alla divisione.
Questa avrebbe dovuto ricevere il nome di Waffen-Grenadier Division der SS (rumänische Nr. 1). Inizialmente, era stato deciso che il comandante di questa unità sarebbe stato lo Standartenführer Ernst Ludwig, ma in seguito si decise per il parigrado Willy Fortenbacher.
L'arruolamento delle truppe rumene iniziò nella seconda metà del 1944, quando si resero disponibili i militari della 4ª Divisione ed alcune guardie di ferro.
I reggimenti costituiti furono due:
- Waffen-Grenadier-Regiment der SS (rumänisches Nr 1)
- Waffen-Grenadier-Regiment der SS (rumänisches Nr 2).

Un terzo rimase sulla carta.
Risulta che altri 70 rumeni servirono con l'SS-Jagdverband Südostche, comandati da Virgil Popa (un ex ufficiale della Guardia di Ferro).

## Waffen-Grenadier-Regiment der SS (rumänisches Nr 1)
Il Waffen-Grenadier-Regiment der SS (rumänisches Nr 1) fu la prima unità rumena a diventare operativa, nel novembre 1944. Questo reggimento asvrebbe dovuto costituire le basi per la mai realizzata divisione.
Composto da due battaglioni posti agli ordini dello SS-Sturmbannführer Gustav Wegner (suo unico comandante), venne inviato sull'Oder. Trasferito nella Germania settentrionale a partire dal 4 marzo 1945, ebbe perdite molto pesanti, e solo pochi uomini riuscirono ad arrendersi agi americani. Parecchi superstiti si sono trasferiti in Brasile, dove c'è ancora una colonia della Guardia di Ferro.

## Waffen-Grenadier-Regiment der SS (rumänisches Nr 2)
Il Waffen-Grenadier-Regiment der SS (rumänisches Nr 2) fu la seconda grande unità costituita da rumeni delle Waffen-SS. Il reggimento venne radunato presso la località di Döllersheim, in Austria, ed affidato al comando dello SS-Standartenführer Albert Ludwig. Complessivamente, era costituito da due battaglioni.
Nell'aprile 1945, a causa della mancanza di armamenti che ormai affliggeva l'esercito tedesco, si decise di trasformarlo in un reggimento anticarro. Ricevette quindi il nome di SS Panzer-Zerstörer-Regiment (rumänische Nr 2).
Quando la guerra finì, era ancora in costruzione.